# Cabera inornaria
Cabera inornaria är en fjärilsart som beskrevs av Meves 1914. Cabera inornaria ingår i släktet Cabera och familjen mätare. Inga underarter finns listade i Catalogue of Life.